# Bad Boy (Marwa Loud)
Bad Boy è un singolo della cantante francese Marwa Loud, pubblicato il 5 luglio 2018 come settimo estratto dal primo album in studio Loud.

## Descrizione
Il brano, sebbene pubblicato nel 2018, ha riscoperto una notevole popolarità soltanto nel 2021 quando è diventato virale sulla piattaforma TikTok.

## Video musicale
Il video musicale è stato reso disponibile sul canale YouTube della cantante il 6 luglio 2018.

## Classifiche
| Classifica (2018-21) | Posizione massima |
| -------------------- | ----------------- |
| Belgio (Vallonia)    | 51                |
| Bulgaria             | 10                |
| Francia              | 23                |
| Irlanda              | 68                |
| Svizzera             | 72                |